# Batu Besar
Batu Besar is een bestuurslaag in het regentschap Batam van de provincie Riouwarchipel, Indonesië. Batu Besar telt 20.554 inwoners (volkstelling 2010).